# NGC 7314
NGC 7314 (другие обозначения — PGC 69253, ESO 533-53, MCG −4-53-18, Arp 14, AM 2233—261, IRAS22330-2618) — галактика в созвездии Южная Рыба.
Этот объект входит в число перечисленных в оригинальной редакции «Нового общего каталога», а также включён в атлас пекулярных галактик.
При наблюдении галактики NGC 7314 астрономы случайно обнаружили массивное скопление галактик, названное XMMU J2235.3-2557. Оно оказалось самым древним из известных на тот момент.